# آشیال
آشیال (انگلیسی: Axiall) شرکت صنایع شیمیایی آمریکایی است، که در سال ۲۰۱۳ تأسیس شد.